# Phaeochrous stupendus
Phaeochrous stupendus är en skalbaggsart som beskrevs av Kuijten 1986. Phaeochrous stupendus ingår i släktet Phaeochrous och familjen Hybosoridae. Inga underarter finns listade i Catalogue of Life.